# Acvanaut

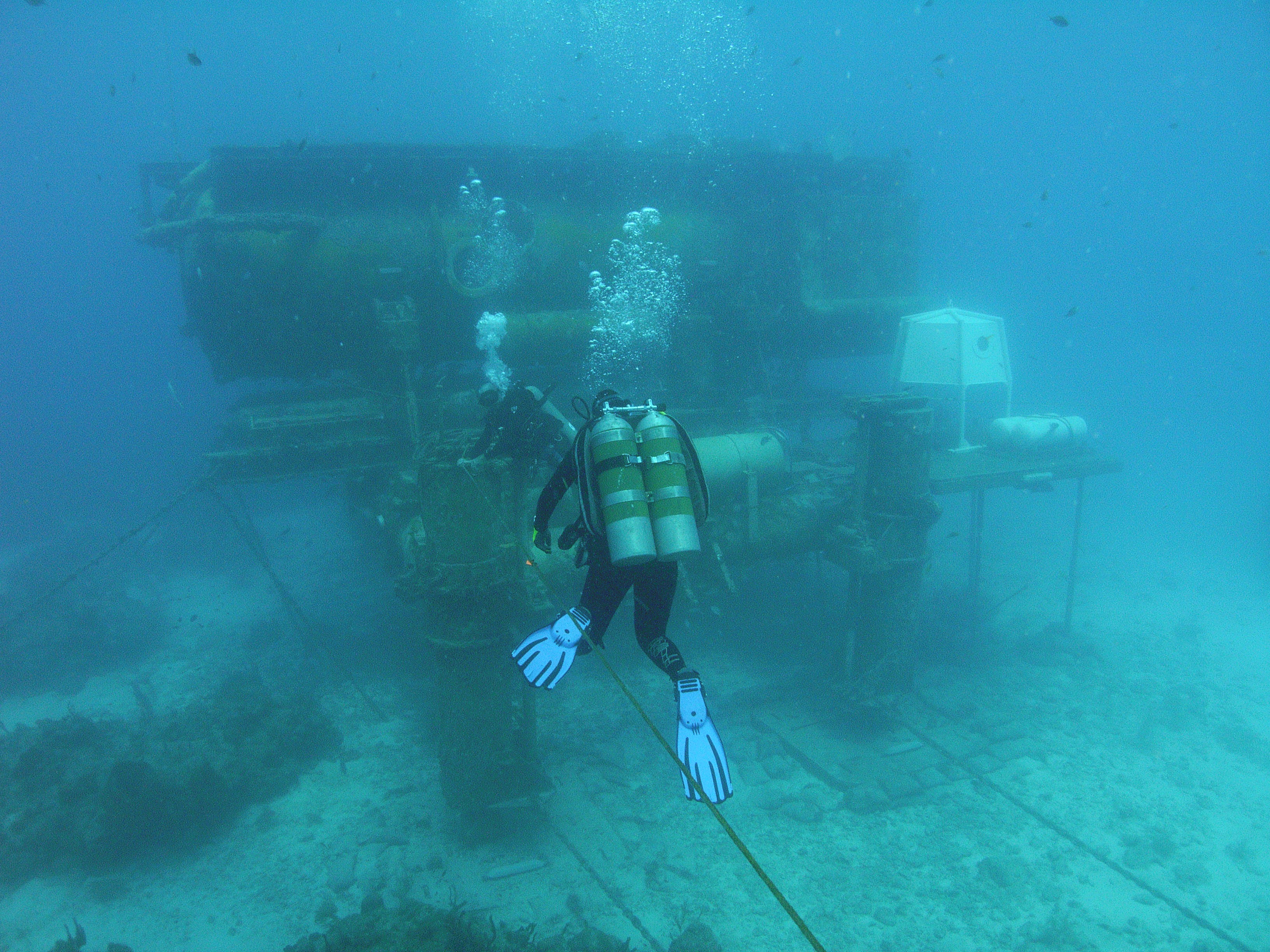
Acvanauți în timpul unui experiment

Acvanaut este denumirea dată scafandrilor de mare adâncime care au participat la experiențe cu case submarine (laborator subacvatic). Termenul se referă adesea numai la cercetătorii din mediul marin sau scafandrii militari. În timpul șederii sub apă aceștia sunt expuși la presiunea mediului ambiant o perioadă de timp egală sau mai mare de 24 de ore, fără a reveni la suprafață. În această perioadă de timp, țesuturile corpului acvanautului se saturează cu gaz inert la presiunea de lucru.
Primul acvanaut a fost Robert Sténuit în experimentul Man-In-The-Sea al lui Edwin Link din anul 1962, la adâncimea de 61 m.

## Acvanauți celebri
- Robert Sténuit
- Jacques-Yves Cousteau
- Scott Carpenter
- Simone Cousteau
- Philippe Cousteau
- Albert Falco
- John Lindbergh
- Claude Wesly
- Raymond Kientzy
- Andrè Portelatine